# Epichrysocharis nigriventris
Epichrysocharis nigriventris är en stekelart som först beskrevs av Girault 1913.  Epichrysocharis nigriventris ingår i släktet Epichrysocharis och familjen finglanssteklar. Inga underarter finns listade i Catalogue of Life.